# Mare à Joncs
La Mare à Joncs est une mare de l'île de La Réunion, département d'outre-mer français dans le sud-ouest de l'océan Indien. Elle est située à 1 203 mètres d'altitude au cœur du cirque naturel de Cilaos, dans le centre-ville de la commune du même nom. D'une superficie de deux hectares, elle est la plus vaste des étendues d'eau de la localité.
La baignade y est interdite mais on peut naviguer dessus à bord de pédalos ou de bateaux électriques ou bien en faire le tour à pied, le long d'une promenade aménagée. Des jets d'eau ont été installés au milieu de la mare. Une petite aire de loisirs est en travaux.
Anguilles, carpes, tilapias s'y ébattent, l'activité de pêche est contrôlée. On peut y observer des poules d'eau.